# Дэйлман, Габриэль
Габриэль Дэйлман (англ. Gabrielle Daleman; род. 13 января 1998 года в Торонто, Канада) — канадская фигуристка, выступающая в женском одиночном катании. Олимпийская чемпионка в командных соревнованиях (2018), бронзовый призёр чемпионата мира (2017), серебряный призёр чемпионата четырёх континентов (2017), двукратная чемпионка Канады (2015 и 2018), четырежды серебряный призёр чемпионата Канады (2013, 2014, 2016, 2017). Чемпионка Канады среди юниоров (2012).
По состоянию на 11 августа 2022 года занимает 44-е место в рейтинге Международного союза конькобежцев.

## Биография
Габриэль Дэйлман родилась 13 января 1998 года в Торонто,Онтарио, Канада, в семье Ронды и Майкла Дэйлмана. У нее есть младший брат Зак, который также является фигуристом. Она живет в Ньюмаркете и посещала колледж Пиккеринг.
В конце 2018 года Габриэль рассказала о своих проблемах со здоровьем. Она заявила, что у неё депрессия, расстройство пищевого поведения и СДВГ.

## Карьера

### Ранние годы
Дэйлман начала кататься на коньках в четыре года. Ее мотивация выросла после выступления Джоанни Рошетт на зимних Олимпийских играх 2006 года.
Участие в первом первенстве Канады среди юниоров в 2012 году принесло ей сразу золотую медаль. Однако на чемпионат мира среди юниоров она не поехала.

### Сезон 2012/2013
На следующий, предолимпийский сезон она выступала в юниорской серии Гран-при, но на обоих своих этапах она оказывалась вне пьедестала.  Габриэль приняла решение не участвовать в первенстве Канады среди юниоров, а сразу выступала во взрослом чемпионате Канады, на котором она оказалась второй. Этот результат позволил ей поехать на чемпионат мира среди юниоров,  в Милан. В Италии Габриэль замкнула шестёрку лучших девушек. После этого канадская федерация приняла решение отправить её в Японию на командный чемпионат мира, оттуда Дэйлман вернулась с серебряной медалью. При этом в Токио Габриэль была лишь предпоследней.

### Сезон 2013/2014: Олимпийский сезон
В олимпийский сезон Дэйлман продолжила выступать по юниорам. На этапе юниорского Гран-при в Польше канадская фигуристка впервые завоевала медаль, став бронзовым призёром. На этапе в Эстонии Дэйлман остановилась в шаге от пьедестала. В январе 2014 года, после того как она стала серебряным призёром взрослом чемпионата Канады, она вошла в состав сборной Канады на зимние Олимпийские игры 2014 года. Дэйлман не принимала участие в командном турнире, в котором Канада выиграла серебряную медаль, но она выступала в личном зачёте и заняла семнадцатое место. После выступления в России Габриэль поехала и на чемпионат мира в Японию, где она в паре с Кэйтлин Осмонд сумели отстоять для Канады квоту в две фигуристки на следующий сезон.

### Сезон 2014/2015
В послеолимпийский сезон Габриэль Дэйлман начала выступления во взрослой категории. В начале осени она выиграла домашний турнир Autumn Classic улучшив все свои прежние спортивные достижения. Затем выступала на китайском этапе, по итогам которого она заняла пятое место. Затем было выступление на японском этапе, на котором она стала лишь шестой. 
В январе 2015 года Дэйлман впервые стала чемпионкой Канады, опередив Ален Шартран и поехала в Сеул на чемпионат четырёх континентов. По итогам турнира, она улучшила свои бывшие спортивные достижения в произвольной программе и в сумме. В турнирной таблице канадская фигуристка расположилась на седьмой строчке. На чемпионате мира Дэйлман ждал провал: она заняла лишь двадцать первое место. В середине апреля на заключительном старте сезоне на командном чемпионате мира в Японии канадская фигуристка выступила значительно лучше в обеих видах программ, став восьмой и в короткой, и в произвольной программах.

### Сезон 2015/2016
В октябре 2015 года Дэйлман начала выступления в новом сезоне, она стартовала на Мемориале Ондрея Непелы. В конце октября спортсменка выступала на домашнем этапе серии Гран-при Skate Canada; где она заняла пятое место. При этом были побиты прежние спортивные достижения в сумме и произвольной программе. Далее она выступала на этапе Гран-при Trophée Bompard, однако, после коротких программ, соревнования были отменены из соображений безопасности (в столице Франции произошла серия терактов). В начале января на национальном чемпионате она стала вице-чемпионкой. В начале апреля в Бостоне на мировом чемпионате, канадская фигуристка сумела пробиться в дюжину лучших одиночниц мира. Улучшила при этом все свои прежние спортивные достижения. В конце апреля, выступая в США за команду Америки, на Кубке континентов она улучшил своё прежнее достижение в короткой программе.

### Сезон 2016/2017
Новый предолимпийский сезон канадская фигуристка начала в Германии на турнире Небельхорн, где она уверенно заняла третье место. В середине октября фигуристка выступала на этапе Гран-при в Чикаго, где на Кубке Америки заняла место рядом с подиумом. В середине ноября канадка выступала на этапе Гран-при в Париже, где на турнире Trophée de France финишировала опять рядом с подиумом, при этом были улучшены спортивные достижение в короткой программе. В январе в Оттаве, на национальном чемпионате она не смогла составить конкуренцию ведущей канадской фигуристке Осмонд и завоевала только серебряную медаль. В феврале фигуристка выступала в Канныне на континентальном чемпионате, где впервые выиграла медаль за второе место. В произвольной программе и сумме были улучшены все прежние спортивные достижения. В конце марта на чемпионате мира в Хельсинки она впервые выиграла медаль (бронзовую). При этом сумела способствовать завоеванию трёх путёвок для своей страны на Олимпиаду в Южную Корею и улучшила свои прежние спортивные достижения в сумме и произвольной программе. Через три недели после этого фигуристка выступала на командном чемпионате мира, где выступила очень успешно. При этом она превзошла свои прежние спортивные достижения в сумме и произвольной программе.

### Второй олимпийский сезон
Через месяц она перенесла операцию из-за брюшной кисты и пропустила тренировки до середины июня. В начале октября она начала новый олимпийский сезон в Эспоо, на Трофее Финляндии, где финишировала в шестёрке. Через месяц канадка выступала на китайском этапе серии Гран-при в Пекине, где финишировала в середине турнирной таблицы. В конце ноября на американском этапе в Лейк-Плэсиде она финишировала в середине турнирной таблицы. В начале года на национальном чемпионате в Ванкувере Дэйлман, несмотря на плохое самочувствие, сумела во второй раз стать чемпионкой страны. В середине февраля в Южной Корее на командном турнире Олимпийских игр она заменила одиночницу и выступала с произвольной программой. Ей в Канныне удалось финишировать третьей. Сборная в итоге финишировала чемпионами. На Олимпийских играх в Корее Габриэль в составе команды Канады завоевала золотую медаль в командных соревнованиях. Вероятно это сослужило плохую службу. В конце февраля на личном турнире Олимпийских игр канадская фигуристка заняла место в середине второй десятки, при этом провалила произвольную программу.

## Программы
| Сезон     | Короткая программа | Произвольная программа | Exhibition |
| --------- | --- | --- | --- |
| 2022–2023 | - Diamonds Рианна хореография: Джеффри Баттл | - Tzigane, M. 76 Морис Равель - Variations on Dark Eyes Lara St. John и Ilan Rechtman хореография: Дэвид Уилсон                                           | - Break Free Ариана Гранде |
| 2021–2022 | - Libertango Астор Пьяццолла в исполнении Луис Бакалов хореография: Джеффри Баттл | - Bacchanale (из оперы «Самсон и Далила») Камиль Сен-Санс хореография: Лори Никол                                                                         | |
| 2020–2021 | - Habanera (из оперы «Кармен») Жорж Бизе в исполнении Филиппа Джордано хореография: Лори Никол - Jazz Man Бет Харт хореография: Лори Никол                                                             | - Bacchanale (из оперы «Самсон и Далила») Камиль Сен-Санс хореография: Лори Никол - It's All Coming Back to Me Now Селин Дион хореография: Лори Никол     | |
| 2019–2020 | - Jazz Man Бет Харт хореография: Лори Никол | - It's All Coming Back to Me Now Селин Дион хореография: Лори Никол                                                                                       | |
| 2018–2019 | - Habanera (из оперы «Кармен») Жорж Бизе в исполнении Филиппа Джордано хореография: Лори Никол | - Bacchanale (из оперы «Самсон и Далила») Камиль Сен-Санс хореография: Лори Никол                                                                         | |
| 2017–2018 | - Habanera (из оперы «Кармен») Жорж Бизе в исполнении Филиппа Джордано хореография: Лори Никол | - Рапсодия в стиле блюз Джордж Гершвин хореография: Лори Никол - Gladiator Rhapsody (из фильма «Гладиатор») Лан Лан и Ханс Циммер хореография: Лори Никол | - Habanera (из оперы «Кармен») Жорж Бизе в исполнении Филиппа Джордано хореография: Лори Никол - I Have Nothing Дэвид Фостер, Линда Томпсон в исполнении Уитни Хьюстон - Save the Last Dance for Me Док Помус, Морт Шуман кавер Майкл Бубле - Confident Деми Ловато |
| 2016–2017 | - Hérodiade - Acte IV Prelude - Scene XIV Ballet Finale Жюль Массне хореография: Лори Никол | - Рапсодия в стиле блюз Джордж Гершвин хореография: Лори Никол                                                                                            | - Gold Фрэнк Уайлдхорн, Nan Knighton в исполнении Линда Эдер - Confident Деми Ловато - Skyfall Адель |
| 2015–2016 | - (If You Can't Sing It) You'll Have to Swing It (Mr. Paganini) Сэм Кослоу в исполнении Никки Янофски хореография: Лори Никол                                                                          | - María de Buenos Aires - Tema de María - Yo Soy María Астор Пьяццолла хореография: Лори Никол                                                            | - Break Free Ариана Гранде |
| 2014–2015 | - Winter 3 (из цикла «Времена года») Антонио Вивальди аранжировка Макс Рихтер - Art on Ice Эдвин Мартон - Allegro Lento (из концерта Концерта фа минор, Зима) Антонио Вивальди хореография: Лори Никол | - En Aranjuez con tu amor Хоакин Родриго хореография: Лори Никол                                                                                          | - Pure Imagination (из сериала «Хор») в исполнении актёрского состава - Don't Rain on My Parade (из сериала «Хор») в исполнении Лиа Мишель |
| 2013–2014 | - Cancion Triste Джесси Кук - Angelica в исполнении Rodrigo y Gabriela | - Polovtsian Dances (из оперы «Князь Игорь») Александр Бородин - Notturno Александр Бородин                                                               | |
| 2012–2013 | - Аватар Джеймс Хорнер | - Piano Trio Opus 90 Dumky Антонин Дворжак | |

## Спортивные достижения
| Соревнования | 11/12  | 12/13 | 13/14 | 14/15 | 15/16 | 16/17 | 17/18 | 18/19 | 19/20 | 20/21 | 21/22 | 22/23 |
| --- | ------ | ----- | ----- | ----- | ----- | ----- | ----- | ----- | ----- | ----- | ----- | ----- |
| Олимпийские игры — личные соревнования                                                                                 |        |       | 17    |       |       |       | 15    |       |       |       |       |       |
| Олимпийские игры — командные соревнования                                                                              |        |       |       |       |       |       | 1     |       |       |       |       |       |
| Чемпионаты мира |        |       | 13    | 21    | 9     | 3     | 7     | 11    |       |       |       |       |
| Чемпионаты четырёх континентов                                                                                         |        |       |       | 7     |       | 2     |       |       |       |       | 10    |       |
| Командный чемпионат мира                                                                                               |        | 11/2* |       | 8/4*  |       | 4/4*  |       | 9/5*  |       | 10/6* |       |       |
| Этапы Гран-при: Cup of China                                                                                           |        |       |       | 5     |       |       | 6     |       |       |       |       |       |
| Этапы Гран-при: NHK Trophy                                                                                             |        |       |       | 6     |       |       |       |       |       |       |       |       |
| Этапы Гран-при: Skate Canada                                                                                           |        |       |       |       | 5     |       |       |       | 10    |       |       | 10    |
| Этапы Гран-при: Trophée Bompard                                                                                        |        |       |       |       | 6     | 4     |       |       |       |       |       |       |
| Этапы Гран-при: Skate America                                                                                          |        |       |       |       |       | 4     | 6     |       |       |       |       |       |
| Этапы Гран-при: Великобритания                                                                                         |        |       |       |       |       |       |       |       |       |       |       | 8     |
| Autumn Classic |        |       |       | 1     |       |       |       |       |       |       | 8     |       |
| U.S. Classic |        |       |       |       |       |       |       | 6     |       |       |       |       |
| Мемориал Ондрея Непелы                                                                                                 |        |       |       |       | 4     |       |       |       |       |       |       |       |
| Nebelhorn Trophy |        |       |       |       |       | 3     |       |       |       |       |       |       |
| Finlandia Trophy |        |       |       |       |       |       | 6     |       | 13    |       |       |       |
| Warsaw Cup |        |       |       |       |       |       |       |       |       |       | 7     |       |
| Чемпионаты мира среди юниоров                                                                                          |        | 6     |       |       |       |       |       |       |       |       |       |       |
| Этапы юниорского Гран-при: Австрия                                                                                     |        | 6     |       |       |       |       |       |       |       |       |       |       |
| Этапы юниорского Гран-при: Эстония                                                                                     |        |       | 4     |       |       |       |       |       |       |       |       |       |
| Этапы юниорского Гран-при: Германия                                                                                    |        | 5     |       |       |       |       |       |       |       |       |       |       |
| Этапы юниорского Гран-при: Польша                                                                                      |        |       | 3     |       |       |       |       |       |       |       |       |       |
| Challenge Cup | 2 (юн) |       |       |       |       |       |       |       |       |       |       |       |
| Чемпионаты Канады |        | 2     | 2     | 1     | 2     | 2     | 1     | 5     | 8     |       | 3     |       |
| Первенство Канады среди юниоров                                                                                        | 1      |       |       |       |       |       |       |       |       |       |       |       |
| юн — выступала в юниорском разряде; * — место в личном зачете/командное место (с 2015 года личный зачёт не проводится) |        |       |       |       |       |       |       |       |       |       |       |       |